# Procandea exasperatula
Procandea exasperatula är en insektsart som beskrevs av Young 1968. Procandea exasperatula ingår i släktet Procandea och familjen dvärgstritar.
Artens utbredningsområde är Ecuador. Inga underarter finns listade i Catalogue of Life.